# Rajd Safari 2007
Rajd Safari 2007 (55. KCB Safari Rally) – 55 edycja rajdu samochodowego Rajd Safari rozgrywanego w Kenii. Rozgrywany był od 9 do 11 marca 2007 roku. Była to pierwsza runda Intercontinental Rally Challenge w roku 2007 oraz druga runda Rajdowych Mistrzostw Afryki i pierwsza runda Rajdowych Mistrzostw Kenii. Składał się z 19 odcinków specjalnych.

## Klasyfikacja rajdu
| Miejsce                        | Kierowca                       | Pilot                          | Samochód                       | Czas                           | Strata                         |                                |
| Klasyfikacja generalna i (IRC) | Klasyfikacja generalna i (IRC) | Klasyfikacja generalna i (IRC) | Klasyfikacja generalna i (IRC) | Klasyfikacja generalna i (IRC) | Klasyfikacja generalna i (IRC) | Klasyfikacja generalna i (IRC) |
| ------------------------------ | ------------------------------ | ------------------------------ | ------------------------------ | ------------------------------ | ------------------------------ | ------------------------------ |
| 1                              | Conrad Rautenbach              | Peter Marsh                    | Subaru Impreza STi N10         | 2:30:43.0                      | 0.0                            |                                |
| 2.                             | Carl Tundo                     | Tim Jessop                     | Subaru Impreza STi N10         | 2:32:54.0                      | +2:11.0                        |                                |
| 3. (1.)                        | Andrea Navarra                 | Guido D’Amore                  | Fiat Abarth Grande Punto S2000 | 2:34:04.0                      | +3:21.0                        |                                |
| 4. (2.)                        | Hideaki Miyoshi                | Hakaru Ichino                  | Mitsubishi Lancer Evo IX       | 2:40:03.0                      | +9:20.0                        |                                |
| 5.                             | Muna Singh Sr                  | David Sihoka                   | Subaru Impreza STi N10         | 2:41:31.0                      | +10:48.0                       |                                |
| 6.                             | Baldev Chager                  | Farakh Yusuf                   | Subaru Impreza STi N12         | 2:44:43.0                      | +14:00.0                       |                                |
| 7. (3.)                        | Asad Anwar                     | Nick Patel                     | Mitsubishi Lancer Evo VII      | 2:45:22.0                      | +14:39.0                       |                                |
| 8. (4.)                        | Sammy Aslam                    | Abdul Sidi                     | Mitsubishi Lancer Evo VIII     | 2:45:30.0                      | +14:47.0                       |                                |
| 9.                             | Patrick Emontspool             | Benoit Daubie                  | Subaru Impreza STi N12         | 2:49:46.0                      | +19:03.0                       |                                |
| 10.                            | Shusheel Shah                  | Mohamed Kana                   | Subaru Impreza STi N10         | 2:56:19.0                      | +25:36.0                       |                                |